# Immunia
Immunia, odporność całkowita – zjawisko całkowitej odporności roślin na biotyczne czynniki stresowe. Mechanizmy odporności całkowitej powodują, że patogeny nie są w stanie wniknąć do organizmu rośliny, a roślinożercy mają całkowicie uniemożliwione żerowanie. Immunia jest zjawiskiem częstym u dziko rosnących roślin, stąd rzadko występują u takich roślin objawy chorób. Wrażliwe na atak patogenu mogą być rośliny w określonej fazie rozwojowej.